# Альстрёмер, Клас
Клас Альстрёмер (швед. Clas Alströmer; 9 августа 1736 — 5 марта 1794) — шведский натуралист, ботаник (ученик Карла Линнея), промышленник и меценат; с 1778 года — барон.

## Краткая биография
Клас Альстрёмер родился в семье новатора сельского хозяйства, успешного предпринимателя Юнаса Альстрёмера (1685—1761). Его мать Маргарета Класон (1709—1738) умерла через два года после рождения сына. Спустя три года его отец вступил в новый брак — с Хедвиг Элисбет Паулин. Известны три брата Класа: Патрик (1733—1804), Август (1735—1773) и Юхан (1742—1786). Все дети Юнаса Альстрёмера получили качественное образование и воспитание, в возрасте 14 лет Клас вместе с братьями отправился в Уппсалу.

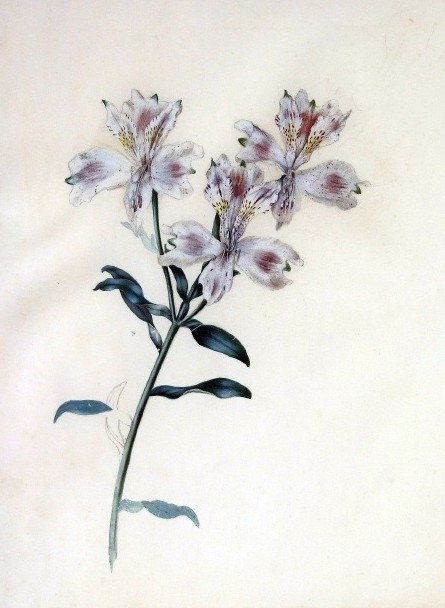
Alstroemeria sp. Рисунок Сары Родес (1804/1805)

Изучал естественную историю, химию и экономику в университете Уппсалы. Среди его учителей были Карл Линней и Юхан Валлериус. С целью изучения испанского языка в 1760 году Альстрёмер предпринял путешествие в Испанию. На обратном пути домой он посетил Италию, Францию, Германию, Голландию и Англию.
Благодаря рекомендациям Линнея его принимали учёные в разных странах и для него были открыты многие библиотеки. Во время поездки он писал письма Линнею и вёл заметки об укладе сельского хозяйства и промышленности этих стран. Вернувшись в Швецию в 1764 году, он несколько лет жил в Стокгольме. Во время заграничных поездок он собрал большое количество растений, рыб, улиток и других образцов как для музея в родном Алингсосе, так и для коллекции Карла Линнея. В 1770 году он переехал в Гётеборг, где занимался семейным бизнесом. 6 декабря 1770 женился на Саре Катарине Сальгрен (1748—1818), дочери шведского коммерсанта и известного филантропа Николауса Сальгрена (1701—1776). В 1785 году Альстрёмер поселился в имении Госевадсхольм, где умер в возрасте 57 лет.
Интересуясь естественными науками, он оказывал поддержку шведским учёным — в том числе ботаникам Адаму Афцелиусу и Карлу Тунбергу, химику Торберну Бергману и многим другим.
Альстрёмер много лет состоял в переписке с Карлом Линнеем. Оставаясь коммерсантом, Альстрёмер в частном ботаническом саду проводил исследования растений, культивируемых в Южной и Западной Европе.
Коллекция растений сына Карла Линнея, Карла Линнея младшего, в значительной степени состоявшая из дубликатов образцов, вошедших в коллекцию его отца, — так называемый «Малый гербарий» (лат. Herbarium parvum) — некоторое время находилась у Альстрёмера: барон предоставил Карлу Линнею младшему заём для путешествия по Европе, взяв гербарий в качестве залога. Позже этот гербарий был подарен Шведской Королевской академии наук и теперь хранится в Стокгольме.

## Альстрёмерия
Именем Класа Альстрёмера в 1762 году Карл Линней назвал род южноамериканских растений Альстрёмерия (Alstroemeria), образцы семян двух видов которого Альстрёмер прислал Линнею из Испании, где эти растения уже выращивали в то время.